# Сако, Мамаду
Мамаду́ Сако́ (фр. Mamadou Sakho; родился 13 февраля 1990 года, Париж, Франция) — французский футболист, защитник кутаисского «Торпедо». Выступал за сборную Франции.

## Карьера

### Ранние годы
Мамаду был четвёртым ребёнком в семье. Сако начал заниматься футболом в шесть лет и играл за клуб «Париж». В 2002 году его переманили к профессионалам, в клуб «Пари Сен-Жермен». Сако изначально играл на позиции нападающего, но из-за того, что в клубе была острая нехватка защитников, был переведен в оборону. В апреле 2005 года он помог команде выиграть турнир Coupe Nationale. В том же году он был приглашен в команду ПСЖ до 18 лет, которая при нём выиграла свой 18-й Чемпионат дублеров.

### «Пари Сен-Жермен»
14 июня 2008 года Сако подписал свой первый профессиональный контракт с «Пари Сен-Жермен». Он был официально представлен в первой команде и получил майку с номером 3. Со своей первой зарплатой он покрыл расходы отца в Мекку, который хотел совершить хадж в Саудовской Аравии.
В следующем сезоне Сако провёл 34 матча за ПСЖ, помог получить серебряные медали национального первенства, дойти до полуфинала Кубка Франции и пройти в четвертьфинал Кубка УЕФА. 30 января 2009 года, в связи с его удачными выступлениями за клуб, ПСЖ продлил с Сако контракт до 2012 года. Две недели спустя он забил свой первый гол за карьеру в клубе, который принес клубу победу со счетом 2:1, в матче против «Сент-Этьена» 14 февраля 2009 года, на следующий день после его 19-го дня рождения.
Сако начал сезон 2010/11 вместе с Зумана Камара в обороне. Он также был выбран в качестве капитана команды в Лиге Европы главным тренером команды Антуаном Комбуаре из-за отсутствия Клода Макелеле. В середине августа Сако играл в центре обороны вместе с ветераном Сильвеном Арманом. Он забил свой первый гол в сезоне 11 сентября 2010 года в матче против Арль-Авиньона (4:0). Сако был капитаном команды в матче Лиги Европы против израильского «Маккаби» (5:4).
В связи с покупкой клуба шейхами и увеличением конкуренции в линии защиты Мамаду Сако принял чёткое решение сменить клуб перед сезоном 2013/14. В числе заинтересованных лиц были клубы «Ливерпуль» и «Милан».

### «Ливерпуль»
2 сентября 2013 года Сако перешёл в «Ливерпуль» за 13 млн фунтов. Защитник взял в команде 17-й номер. Начав сезон на скамейке запасных, вскоре Мамаду смог пробиться в основной состав и проявить себя с лучшей стороны. В сезоне 2013/14 Сако смог вытеснить из основного состава Даниэля Аггера, но в конце сезона получил небольшую травму, из-за чего потерял место в составе.
Летом 2014 года Аггер ушёл в «Брондбю», и «Ливерпуль» приобрёл Деяна Ловрена, призванного стать основным центральным защитником. Однако неуверенная игра хорвата в начале сезона вскоре привела к тому, что Сако получил место в основе и стал одним из лидеров обороны «красных». В декабре «Ливерпуль» перешёл на схему с тремя центральными защитниками и связка Эмре Джана, Мартина Шкртела и Мамаду Сако помогла команде выдать длительную серию без поражений, а также повторить рекорд клуба по количеству матчей без пропущенных мячей на выезде.
28 апреля 2016 года Сако был отстранён от участия в матчах «Ливерпуля» после того как провалил допинг-тест. Игрок сборной Франции принимал препарат по сжиганию жира, в который входят запрещенные вещества. Через месяц УЕФА оправдал Сако из-за отсутствия умысла, но Дидье Дешам отказался брать его на домашний чемпионат Европы, поскольку к тому моменту уже назвал состав на турнир.
Летом Сако вступил в конфликт с Юргеном Клоппом. Это привело к тому, что он не привлекался к основному составу клуба в следующем сезоне и был выставлен на трансфер. 31 января 2017 года француз был отдан в аренду другому клубу Премьер-лиги, «Кристал Пэлас». 31 августа лондонцы выкупили игрока за 26 миллионов фунтов.

### «Торпедо» (Кутаиси)
11 июня 2024 года на правах свободного агента перешёл в клуб Эровнули лиги «Торпедо» из Кутаиси.

## Статистика

### Клубная статистика
| Выступление       | Выступление      | Выступление      | Лига | Лига | Кубки | Кубки | Еврокубки | Еврокубки | Итого | Итого |
| Клуб              | Лига             | Сезон            | Игры | Голы | Игры  | Голы  | Игры      | Голы      | Игры  | Голы  |
| ----------------- | ---------------- | ---------------- | ---- | ---- | ----- | ----- | --------- | --------- | ----- | ----- |
| Пари Сен-Жермен   | Лига 1           | 2006/07          | 0    | 0    | 0     | 0     | 2         | 0         | 2     | 0     |
| Пари Сен-Жермен   | Лига 1           | 2007/08          | 12   | 0    | 4     | 0     | 0         | 0         | 16    | 0     |
| Пари Сен-Жермен   | Лига 1           | 2008/09          | 23   | 1    | 4     | 0     | 7         | 0         | 34    | 1     |
| Пари Сен-Жермен   | Лига 1           | 2009/10          | 32   | 0    | 7     | 0     | 0         | 0         | 39    | 0     |
| Пари Сен-Жермен   | Лига 1           | 2010/11          | 35   | 4    | 6     | 0     | 9         | 0         | 50    | 4     |
| Пари Сен-Жермен   | Лига 1           | 2011/12          | 22   | 0    | 3     | 0     | 1         | 0         | 26    | 0     |
| Пари Сен-Жермен   | Лига 1           | 2012/13          | 27   | 2    | 4     | 0     | 3         | 0         | 34    | 2     |
| Пари Сен-Жермен   | Итого            | Итого            | 151  | 7    | 28    | 0     | 22        | 0         | 201   | 7     |
| Ливерпуль         | Премьер-лига     | 2013/14          | 18   | 1    | 1     | 0     | 0         | 0         | 19    | 1     |
| Ливерпуль         | Премьер-лига     | 2014/15          | 16   | 0    | 9     | 0     | 2         | 0         | 27    | 0     |
| Ливерпуль         | Премьер-лига     | 2015/16          | 22   | 1    | 2     | 0     | 10        | 1         | 34    | 2     |
| Ливерпуль         | Итого            | Итого            | 56   | 2    | 12    | 0     | 12        | 1         | 80    | 3     |
| Кристал Пэлас     | Премьер-лига     | 2016/17          | 8    | 0    | 0     | 0     | 0         | 0         | 8     | 0     |
| Кристал Пэлас     | Премьер-лига     | 2017/18          | 19   | 1    | 1     | 0     | 0         | 0         | 20    | 1     |
| Кристал Пэлас     | Премьер-лига     | 2018/19          | 27   | 0    | 0     | 0     | 0         | 0         | 27    | 0     |
| Кристал Пэлас     | Премьер-лига     | 2019/20          | 14   | 0    | 0     | 0     | 0         | 0         | 14    | 0     |
| Кристал Пэлас     | Премьер-лига     | 2020/21          | 4    | 0    | 2     | 0     | 0         | 0         | 6     | 0     |
| Кристал Пэлас     | Итого            | Итого            | 72   | 1    | 3     | 0     | 0         | 0         | 75    | 1     |
| Монпелье          | Лига 1           | 2021/22          | 29   | 0    | 3     | 0     | 0         | 0         | 32    | 0     |
| Монпелье          | Лига 1           | 2022/23          | 15   | 1    | 1     | 0     | 0         | 0         | 16    | 1     |
| Монпелье          | Лига 1           | 2023/24          | 1    | 0    | 0     | 0     | 0         | 0         | 1     | 0     |
| Монпелье          | Итого            | Итого            | 45   | 1    | 4     | 0     | 0         | 0         | 49    | 1     |
| Торпедо (Кутаиси) | Эровнули лига    | 2024             | 1    | 0    | 0     | 0     | 2         | 0         | 3     | 0     |
| Торпедо (Кутаиси) | Итого            | Итого            | 1    | 0    | 0     | 0     | 2         | 0         | 3     | 0     |
| Всего за карьеру  | Всего за карьеру | Всего за карьеру | 325  | 11   | 47    | 0     | 36        | 1         | 408   | 12    |

## Достижения
«Пари Сен-Жермен»
- Чемпион Франции: 2012/13
- Обладатель Кубка Франции: 2009/10
- Обладатель Кубка французской лиги: 2007/08
- Обладатель Суперкубка Франции: 2013